# Соколов, Иоанн Иассонович
Иоанн Иассонович Соколов (1880 — не ранее 1917) — член III Государственной думы от Казанской губернии, священник.

## Биография
Образование получил в Казанской духовной семинарии, по окончании которой в 1901 году был рукоположен в священники Успенской церкви села Шуматова Ядринского уезда. В 1907 году был перемещен в село Александровское того же уезда, а в 1908 году — в село Шихазаны Цивильского уезда.
В 1907 году был избран членом III Государственной думы от съезда землевладельцев Казанской губернии. Входил во фракцию прогрессистов, с 5-й сессии — в группу беспартийных. Состоял членом комиссии по делам православной церкви. С думской трибуны не выступал.
В 1913 году был перемещен в село Юматово Свияжского уезда. В 1915—1916 годах был постоянным членом уездного отделения епархиального училищного совета.
Судьба после 1917 года неизвестна. Был женат.